# Child Okeford
Child Okeford är en by och en civil parish i Dorset i England. Orten har 1 114 invånare (2011). Byn nämndes i Domedagsboken (Domesday Book) år 1086, och kallades då Acford/a.